# Juntos movemos montañas
En el marco de su gira "Semper Fidelis Tour" la banda decide grabar su primer DVD llamado Juntos movemos montañas. 
Fue grabado el 26 de octubre en el Teatro Vorterix. Para el editado se incluyó el recital completo y un minidocumental sobre los preparativos de ese día. En la canción III de invitado está Hernán "Tery" Langer de Carajo. Los adelantos fueron Avanzar.Avanzar.Avanzar y Entre espectros y fantasmas. Fue lanzado y presentado oficialmente el 5 de abril en un show en Groove.

## Canciones
| N.º | Título                                | Duración |  |
| 1.  | «Siete segundos antes de partir»      |          |  |
| 2.  | «Océano en llamas»                    |          |  |
| 3.  | «Pérdida total de la esperanza PT.II» |          |  |
| 4.  | «Héroes»                              |          |  |
| 5.  | «La imagen del silencio»              |          |  |
| 6.  | «Errores»                             |          |  |
| 7.  | «Voces»                               |          |  |
| 8.  | «Alaska»                              |          |  |
| 9.  | «Pérdida total de la esperanza PT.I»  |          |  |
| 10. | «Como detener a un hombre bomba»      |          |  |
| 11. | «Atlas»                               |          |  |
| 12. | «Yo, la muerte»                       |          |  |
| 13. | «Anatomía de un corazón roto»         |          |  |
| 14. | «III»                                 |          |  |
| 15. | «La iniciativa fénix»                 |          |  |
| 16. | «El problema de guardar secretos»     |          |  |
| 17. | «Avanzar.Avanzar.Avanzar»             |          |  |
| 18. | «Entre espectros y fantasmas»         |          |  |
| 19. | «Montañas»                            |          |  |

## Curiosidades
- Se utilizaron varias cámaras GoPro, en el mástil de la guitarra de Hernán, en el frente y luego detrás de la batería de Andy y también entre el público y sobre el escenario dando así al espectador una muy buena visión del show.

. Durante la filmación, más precisamente al final de Montañas, Andy regaló un palillo a la multitud el cual golpeó una de las luces del escenario, es hecho no se encuentra registrado en la filmación.
- Los grupos soportes de esta fecha fueron Roma y Oliver.

- Se puede notar gran cantidad de edición y afinación de las voces comparándolo con los videos grabados por el público en aquella fecha.

- Entre "Atlas" y "La iniciativa Fénix" la cámara Go Pro en el mástil de la guitarra de Hernán Rodríguez se encuentra apagada

por razones desconocidas.

## Integrantes
- Alejandro Picardi - voz principal (2008- )
- Hernán Rodríguez - Voz Secundaria y guitarra eléctrica (2008- )
- Ignacio de Tomasso - bajo (2013- )
- Andrés Druetta - batería (2010- )
- Martín Beas Nuñez - Screams y guitarra eléctrica (2008- )

- Datos: Q20015890